# Dora Chamberlain
Dora Marie Chamberlain (1928 - 5 tháng 7 năm 2016) là thủ quỹ của Nhà hát Martin Beck.
Bà đã giành được giải Tony đặc biệt trong lễ trao giải lần đầu tiên năm 1947, cùng với Ông và Bà Ira Katzenberg, Jules Leventhal, P.A. MacDonald, Burns Mantle, Arthur Miller và Vincent Sardi, Sr.  Bà qua đời tại Bluewater Health vào ngày 5 tháng 7 năm 2016, thọ 87 tuổi.